# Лугашу-де-Сус
Лугашу-де-Сус (рум. Lugașu de Sus) — село у повіті Біхор в Румунії. Входить до складу комуни Лугашу-де-Жос.
Село розташоване на відстані 412 км на північний захід від Бухареста, 32 км на схід від Ораді, 100 км на захід від Клуж-Напоки.

## Населення
За даними перепису населення 2002 року у селі проживали 836 осіб.
Національний склад населення села:
| Національність | Кількість осіб | Відсоток |
| -------------- | -------------- | -------- |
| румуни         | 521            | 62,3%    |
| цигани         | 179            | 21,4%    |
| словаки        | 130            | 15,6%    |

Рідною мовою назвали:
| Мова      | Кількість осіб | Відсоток |
| --------- | -------------- | -------- |
| румунська | 521            | 62,3%    |
| циганська | 177            | 21,2%    |
| словацька | 129            | 15,4%    |